# Club Atlético San Martín (San Miguel de Tucumán)
Pour les articles homonymes, voir Club Atlético San Martín.
Maillots
Le Club Atlético San Martín est un club argentin de football basé à San Miguel de Tucumán. 

## Palmarès
- Primera B Nacional
  - Champion : 2007-08

## Effectif actuel
| N° | Nat.                   | Poste | Nom du joueur        |
| -- | ---------------------- | ----- | -------------------- |
| 1  | Drapeau de l'Argentine | G     | Juan Jaime           |
| 2  | Drapeau de l'Argentine | D     | Lucas Acevedo        |
| 3  | Drapeau de l'Argentine | D     | Maximiliano Martínez |
| 4  | Drapeau de l'Argentine | D     | Rodrigo Moreira      |
| 5  | Drapeau de l'Argentine | M     | Alejandro Altuna     |
| 6  | Drapeau de l'Argentine | D     | Matías Cahais        |
| 7  | Drapeau de l'Argentine | A     | Gonzalo Rodríguez    |
| 8  | Drapeau de l'Argentine | M     | Tino Costa           |
| 9  | Drapeau de l'Argentine | A     | Claudio Bieler       |
| 10 | Drapeau de l'Argentine | M     | Matías García        |
| 11 | Drapeau de l'Argentine | M     | Franco Costa         |
| 12 | Drapeau de l'Argentine | G     | Patricio Albornoz    |
| 13 | Drapeau de l'Argentine | M     | Adrián Arregui       |
| 14 | Drapeau de l'Argentine | A     | Fabián Espíndola     |
| 15 | Drapeau de l'Argentine | M     | Julián Vitale        |
| 16 | Drapeau du Chili       | M     | Fernando Cordero     |

| No. | Nat.                   | Position | Nom du joueur                      |
| --- | ---------------------- | -------- | ---------------------------------- |
| 17  | Drapeau de l'Argentine | M        | Agustín Prokop                     |
| 18  | Drapeau de l'Argentine | G        | Jorge Carranza                     |
| 19  | Drapeau de l'Argentine | A        | Marcos Figueroa                    |
| 20  | Drapeau de l'Argentine | D        | Lucas Diarte                       |
| 21  | Drapeau de l'Argentine | D        | Damián Schmidt                     |
| 22  | Drapeau de l'Argentine | G        | Ignacio Arce                       |
| 23  | Drapeau de l'Uruguay   | M        |                                    |
| 24  | Drapeau de l'Uruguay   | D        | Emiliano Albín                     |
| 25  | Drapeau de l'Argentine | D        | Gustavo Abregú                     |
| 26  | Drapeau de l'Argentine | D        | Matías Gómez                       |
| 27  | Drapeau de l'Argentine | A        | Luciano Pons                       |
| 28  | Drapeau de l'Argentine | D        | Juan Orellana                      |
| 29  | Drapeau de l'Argentine | A        | Lucas González                     |
| 30  | Drapeau de l'Argentine | M        | Emiliano Purita                    |
| 31  | Drapeau de l'Argentine | A        | Nicolás Giménez                    |
| 32  | Drapeau de l'Uruguay   | D        | Hernán Petryk (en prêt de Peñarol) |